# Посадка Як-40 в Осокорках
Посадка Як-40 в Осокорках — авіаційна пригода, що сталася в небі над Києвом 2 червня 1976 року. На підльоті до аеропорту Жуляни радянський лайнер Як-40, бортовий номер СССР-87541, Литовського управління цивільної авіації «Аерофлоту», що виконував рейс Каунас — Київ, змушений був приводнитися на болотистій місцевості в районі Осокорків. Обійшлося без жертв.

## Борт СССР-87541
Літак належав Литовському управлінню цивільної авіації «Аерофлоту».
Дата випуску: 30 липня 1975 року. Здійснював рейси з Каунаса.
Після аварії літак відновили і ввели в експлуатацію. До 1988 року належав Каунаській Об'єднаній авіаційній ескадрильї, у 1992—2007 роках — російській авіакомпанії «Полет» (Воронеж).
Згодом цим повітряним судном із реєстраційним номером UR-MSX користувалася авіакомпанія «Мотор Січ».

## Екіпаж
- В. С. Штілюс  — командир повітряного судна
- Л. С. Сінкявічус  — бортмеханік

Дані про інших членів екіпажу відсутні.

## Перебіг подій
Під час заходу на посадку за звичайних метеоумов на висоті 700 м екіпаж отримав вказівку диспетчера зайняти висоту 400 м. Командир корабля В. С. Штілюс віддав команду бортмеханіку Л. С. Сінкявічусу встановити режим двигунів «малий газ» і розпочав зниження. Але одночасно зупинилися три двигуни. Запустити їх у польоті не вийшло. Екіпаж здійснив вимушену посадку з прибраним шасі на заплавних луках у районі Осокорків. Літак отримав пошкодження. Екіпаж і пасажири не постраждали.

## Спогади свідків
Свідки тих подій пригадують:

| «Літак планерував вниз дуже тихо, бо його двигуни були вимкнуті. Люди, які спостерігали за цим із луків, чекали вибуху, але побачили замість нього цілий фонтан бризок. Вони не повірили своїм очам: цілісінький літак стояв посеред болота, в районі вулиці Колекторної. Через якихось п'ятнадцять хвилин до нього вже бігли по коліно у воді прибулі на місце події міліціонери».[4][5] |
Коли рятувальники вивозили пасажирів на надувних човнах, люди були неймовірно веселі, оскільки для них усе закінчилося щасливо. Натомість екіпаж був у надзвичайно пригніченому стані.
Оскільки про приводнення літака у радянських засобах масової інформації було повідомлено не на перших шпальтах, то це породило чутки. Кияни один одному переповідали, що аварія сталася з вини стюардеси, яка принесла в кабіну екіпажу кави і зачепила важелі управління тягою. Також були чутки про загиблих після вибуху, якого не було.

## Висновки комісії
Комісія, яка розслідувала інцидент, зробила висновок, що причиною зупинки двигунів у повітрі стала помилка бортмеханіка, молодого фахівця, який здійснював один із перших своїх польотів після училища. Він перевів важелі управління двигунів до стану «стоп». І хоча наступні дії командира врятували життя пасажирів, екіпаж був покараний. Командир отримав сувору догану.

Комісія у звіті зазначила:
Відбір технічного складу для перенавчання на бортмеханіків в Литовському управлінні ЦА організований неякісно. Підготовка та введення їх в дію на новий літак проводився без урахування індивідуальних даних і професійних навичок. Такий стан став можливим у результаті відсутності належного контролю з боку керівництва й управління за організацією польотів, формуванням екіпажів і якістю професійної підготовки льотного складу при освоєнні нової техніки».